# USS Blandy (DD-943)
USS Blandy (DD-943) là một tàu khu trục lớp Forrest Sherman từng hoạt động cùng Hải quân Hoa Kỳ trong giai đoạn Chiến tranh Lạnh. Nó là chiếc tàu chiến duy nhất của Hải quân Hoa Kỳ được đặt cái tên này, theo tên Đô đốc William H. P. Blandy (1890–1954), người chỉ huy một lực lượng đổ bộ tại Mặt trận Thái Bình Dương trong Chiến tranh Thế giới thứ hai, và sau chiến tranh là Tổng tư lệnh Hạm đội Đại Tây Dương. Nó đã phục vụ tại các khu vực Đại Tây Dương và Thái Bình Dương, từng tham gia cuộc Chiến tranh Việt Nam, cho đến khi xuất biên chế vào năm 1982. Con tàu cuối cùng bị bán để tháo dỡ vào năm 1992.

## Thiết kế và chế tạo
Khi đưa vào hoạt động, lớp Forrest Sherman là những tàu khu trục Hoa Kỳ lớn nhất từng được chế tạo, dài 418 foot (127 m) và trọng lượng choán nước tiêu chuẩn 2.800 tấn (2.800 tấn Anh). Nguyên được thiết kế theo dự án SCB 85, chúng được trang bị ba pháo 5 inch (127 mm)/54 caliber trên ba tháp pháo đơn (một phía mũi, hai phía đuôi tàu), bốn pháo phòng không 3 inch (76 mm)/50 caliber trên hai tháp pháo đôi, cùng súng cối Hedgehog và ngư lôi chống ngầm.
Blandy được đặt lườn tại Xưởng tàu Fore River của hãng Bethlehem Steel Corporation ở Quincy, Massachusetts vào ngày 29 tháng 12, 1955. Nó được hạ thủy vào ngày 19 tháng 12, 1956, được đỡ đầu bởi bà John M. Lee, con gái đô đốc Blandy, và nhập biên chế cùng Hải quân Hoa Kỳ vào ngày 26 tháng 11, 1957 dưới quyền chỉ huy của Hạm trưởng, Trung tá Hải quân William F. Cafferata.

## Lịch sử hoạt động

### 1958 - 1961
Sau khi hoàn tất việc trang bị vào cuối tháng 1, 1958, Blandy đi đến vịnh Guantánamo, Cuba để tiến hành chạy thử máy huấn luyện, xen kẻ với một chuyến viếng thăm Kingston, Jamaica và Quần đảo Virgin thuộc Mỹ. Sau khi hoàn tất vào ngày 28 tháng 3, nó thực chuyến đi vượt Đại Tây Dương sang Châu Âu, viếng thăm Rotterdam, Hà Lan; Goteborg, Thụy Điển; Copenhagen, Đan Mạch; Portsmouth, Anh; Casablanca, Morocco; và Naples, Ý.
Tại Naples, Blandy có vinh dự đưa di hài Chiến sĩ Vô danh Hoa Kỳ trong Thế Chiến II tại Chiến trường châu Âu quay trở về Hoa Kỳ. Vào ngày 26 tháng 5, 1958, nó gặp gỡ các tàu tuần dương hạng nặng Boston (CA-69) và Canberra (CA-70) tại một điểm hẹn ngoài khơi Virginia Capes, vốn đang đưa di hài các Chiến sĩ Vô danh của Mặt trận Thái Bình Dương trong Thế Chiến II và Chiến sĩ Vô danh của cuộc Chiến tranh Triều Tiên. Các quan tài Chiến sĩ Vô danh được lựa chọn được chuyển sang Blandy, và nó ngược dòng sông Potomac để hướng đến Washington, D.C., đi đến Xưởng hải quân Washington vào ngày 28 tháng 5. Các quan tài Chiến sĩ Vô danh được đặt tại Điện Capitol cho nghi thức tang lễ quốc gia cho đến ngày 30 tháng 5, trước khi được mai táng tại Mộ Chiến sĩ Vô danh ở Nghĩa trang Quốc gia Arlington.
Hoàn thành nhiệm vụ, Blandy đi đến Xưởng hải quân Boston để sửa chữa sau chạy thử máy, kéo dài cho đến tháng 9, rồi đi đến cảng nhà Newport, Rhode Island, nơi nó được phân về Hải đội Khu trục 24 và bắt đầu hoạt động cùng Đội đặc nhiệm Chống tàu ngầm Bravo. Vào mùa Hè năm 1959, nó thực hiện chuyến đi thực tập cho học viên sĩ quan kéo dài ba tháng, viếng thăm Québec, Canada và Thành phố New York. Đến tháng 11, con tàu thực hành chống tàu ngầm tại vùng biển Caribe.
Vào đầu năm 1960, Blandy hoạt động cùng Đội đặc nhiệm Bravo tại phía Đông Đại Tây Dương, rồi đến tháng 6 lại có chuyến đi thực tập mùa Hè dành cho học viên sĩ quan, đi sang khu vực Địa Trung Hải và viếng thăm Barcelona, Tây Ban Nha; Palma, Mallorca; Naples, Ý và Cannes, Pháp. Vào giữa năm 1961, nó đi vào Xưởng hải quân Boston để đại tu, rồi trải qua tám tuần lễ huấn luyện ôn tập tại khu vực vịnh Guantánamo, Cuba. Sau đó nó phục vụ như tàu huấn luyện cho Trường Sonar Hạm đội tại Key West, Florida, và sang mùa Thu đã được điều sang Đội đặc nhiệm Chống tàu ngầm Alpha.

### 1962 - 1966
Vào đầu năm 1962, Blandy được cử tham gia cuộc Tập trận Springboard. Trên đường quay trở về Newport nó được lệnh chuyển hướng để tham gia vào Chương trình Mercury, phục vụ cho việc thu hồi tàu không gian Friendship 7 sau chuyến bay ba vòng trên quỹ đạo quanh trái đất của phi hành gia John Glenn. Nó làm nhiệm vụ này từ tháng 2 đến tháng 4, rồi tham gia cuộc Tập trận Lanthphibex 1-62 ngoài khơi Puerto Rico.
Khi xảy ra vụ Khủng hoảng tên lửa Cuba vào tháng 10, 1962, Blandy đã tham gia vào lực lượng hải quân tiến hành "cô lập" Cuba. Vào ngày 30 tháng 10, nó đã tham gia vào việc theo dõi một tàu ngầm Liên Xô, thả mìn huấn luyện để buộc chiếc tàu ngầm phải nổi lên mặt nước. Sau 17 giờ bị truy đuổi và trong tình trạng cạn oxy, B-130 buộc phải nổi lên mặt nước để chờ mệnh lệnh của cấp trên. Sau khi nguy cơ chiến tranh được loại bỏ thông qua thương lượng hòa bình, chiếc tàu khu trục quay trở về Newport.
Sau đó Blandy thực hiện một chuyến đi thực tập huấn luyện dành cho học viên sĩ quan sang vùng biển Địa Trung Hải, ghé thăm các cảng Barcelona và Valencia, Tây Ban Nha; San Remo và Naples, Ý; và Cannes, Pháp. Đến tháng 4, 1963, nó tham khảo sát xác tàu đắm của tàu ngầm Thresher (SSN-593) vốn bị đắm sau một tai nạn ngoài khơi bờ biển New England. Sang mùa Thu, nó cùng Hải đội Khu trục 24 và tàu sân bay Essex (CVS-9) tham gia cuộc tập trận của Khối CENTO tại Ấn Độ Dương cùng với hải quân các nước Anh, Pakistan và Iran. Sau đó trên đường đi nó viếng thăm các cảng Barcelona; Valetta, Malta; Aden; Karachi, Pakistan; Massawa, Ethiopia; và Naples.
Được điều sang Hải đội Khu trục 2 vào cuối tháng 6, 1963, Blandy cũng đồng thời chuyển cảng nhà đến Norfolk, Virginia. Nó khởi hành từ Norfolk vào ngày 27 tháng 11 cho một lượt hoạt động khác tại Địa Trung Hải, viếng thăm Naples, Marseille, Valletta, Palma và Gibraltar trước khi quay trở về Norfolk vào cuối tháng 3, 1966. Trong chuyến đi này, một tai nạn hỏa hoạn tại phòng nồi hơi đã khiến hai thủy thủ thiệt mạng.

### 1967 - 1970
Vào tháng 1, 1967, Blandy tiếp tục có một chuyến đi sang Địa Trung Hải, nơi nó tham gia nhiều cuộc tập trận quốc tế, bao gồm "Spanex 1-67" và "Fair-Game V", hoạt động phối hợp với hải quân Tây Ban Nha, Pháp, Anh và Ý.
Sang tháng 3, 1968, Blandy lần đầu tiên được phái sang hoạt động trong cuộc Chiến tranh Việt Nam, phục vụ cùng Đệ Thất hạm đội từ tháng 4 cho đến tháng 10. Nó đã bắn hải pháo hỗ trợ cho hoạt động tác chiến của Sư đoàn 3 Thủy quân Lục chiến tại Khu phi quân sự chống lại lực lượng Cộng sản, đồng thời tham gia hoạt động trong Chiến dịch Sea Dragon nhằm ngăn chặn việc vận chuyển vũ khí và tiếp liệu từ Bắc Việt Nam vào Nam Việt Nam. Trong giai đoạn này nó đã bắn tổng cộng 27.428 quả đạn pháo các cỡ và đánh chìm 22 tàu thuyền đối phương. Trong lượt hoạt động này con tàu đã từng ghé qua Cao Hùng, Đài Loan; Sasebo, Nhật Bản; Hong Kong; vịnh Subic, Philippines; Guam; Midway; Oahu; San Diego và vùng kênh đào Panama. Chiếc tàu khu trục về đến Norfolk vào ngày 5 tháng 11, 1968.
Đi đến Xưởng hải quân Philadelphia, Blandy tạm thời được cho xuất biên chế vào ngày 15 tháng 1, 1969 để được đại tu đồng thời nâng cấp cảm biến và vũ khí chống ngầm. Các cải biến bao gồm những thay đổi về cấu trúc, bổ sung một hệ thống sonar mới phía mũi tàu và trang bị hệ thống tên lửa chống ngầm RUR-5 ASROC. Sau khi hoàn tất công việc trong xưởng tàu, nó nhập biên chế trở lại vào ngày 2 tháng 5, 1970, rồi lên đường vào ngày 17 tháng 9 để hoạt động huấn luyện ôn tập tại khu vực vịnh Guantánamo, Cuba, kéo dài trong hai tháng.

### 1971 - 1982
Gia nhập Hải đội Khu trục 26 vào ngày 1 tháng 1, 1971, Blandy cùng hải đội của nó khởi hành vào ngày 6 tháng 7 cho một lượt phục vụ tại khu vực Địa Trung Hải, tham gia nhiều cuộc tập trận của Đệ Lục hạm đội cũng như trong khuôn khổ Khối NATO. Con tàu cũng thực hành chống tàu ngầm phối hợp với hải quân Anh và Ý trong cuộc Tập trận Deep Furrow, và với những tàu khu trục Hy Lạp, Thổ Nhĩ Kỳ, Anh và Ý trong cuộc Tập trận Double Edge. Trong chuyến đi này nó đã viếng thăm các cảng Gibraltar, Naples, Palma; Athens, Hy Lạp; Marmaris, Thổ Nhĩ Kỳ; và Barcelona. Quay trở về Hoa Kỳ, con tàu có một lượt hoạt động tại khu vực biển Caribe từ ngày 14 tháng 2 đến ngày 3 tháng 3, 1972, nơi nó thu thập tin tức tình báo về hoạt động của một tàu khu trục và một tàu ngầm Liên Xô cũng như của hai tàu săn ngầm Cuba.
Vào ngày 17 tháng 10, 1972, Blandy một lần nữa được phái sang hoạt động tại Việt Nam. Nó đi đến ngoài khơi Cửa Việt vào ngày 23 tháng 11 để gia nhập Đội đặc nhiệm 75.9, và đã bắn phá các vị trí của đối phương về phía Bắc thành phố Quảng Trị. Cho đến khi rời vùng chiến sự vào ngày 28 tháng 1, 1973 con tàu đã bắn tổng cộng 10.000 quả đạn pháo vào các mục tiêu của đối phương. Nó tiếp tục hoạt động thực hành tại khu vực Tây Thái Bình Dương, rồi về đến Norfolk vào ngày 6 tháng 4.
Trong giai đoạn từ ngày 15 tháng 11, 1974 đến ngày 15 tháng 5, 1975, Blandy có thêm một lượt phục vụ nữa tại khu vực Địa Trung Hải, nơi nó tham gia các cuộc tập trận của Khối NATO. Con tàu có một đợt đại tu kéo dài từ ngày 7 tháng 1, 1976 cho đến tháng 11, rồi sang năm 1977 lại được phái đi hoạt động cùng Đệ Lục hạm đội tại Địa Trung Hải từ ngày 27 tháng 9, 1977 đến ngày 25 tháng 4, 1978. Trong đợt này, nó hoạt động chủ yếu cùng Đội đặc nhiệm 60.2, viếng thăm nhiều cảng và tham gia các cuộc tập trận, bao gồm huấn luyện phòng không và thực tập phóng tên lửa ngoài khơi vịnh Souda, Crete vào ngày 5 tháng 12, 1977.
Do tình hình bất ổn tại Iran vào cuối năm 1978, Blandy được phái sang khu vực vịnh Ba Tư vào ngày 6 tháng 12, 1978, và vẫn đang tuần tra tại khu vực khi xảy ra cuộc Cách mạng Hồi giáo dẫn đến việc lật đổ chính thể quân chủ của Vua Pahlavi vào tháng 1, 1979. Chiếc tàu khu trục tiếp tục tuần tra tại khu vực để sẳn sàng di tản công dân Hoa Kỳ khi cần thiết, cho đến khi nó lên đường quay trở về Hoa Kỳ vào ngày 27 tháng 4.
Từ ngày 15 tháng 1, 1980, Blandy đi vào xưởng tàu của hãng Norfolk Shipbuilding để đại tu. Sau khi hoàn tất, nó lên đường vào ngày 30 tháng 11, 1981 cho một lượt biệt phái hoạt động tại Ấn Độ Dương ngang qua kênh đào Suez. Con tàu duy trì sự hiện diện của Hải quân Hoa Kỳ tại khu vực trong lúc diễn ra việc Liên Xô xâm chiếm Afghanistan.
Blandy được cho xuất biên chế tại Xưởng hải quân Philadelphia vào ngày 5 tháng 11, 1982, và tên nó được cho rút khỏi danh sách Đăng bạ Hải quân vào ngày 27 tháng 7, 1990. Con tàu bị bán cho hãng Fore River Shipyard and Iron Works vào ngày 11 tháng 12, 1992 để tháo dỡ. Sau khi hãng Fore River bị phá sản vào năm 1993, con tàu được bán lại cho N. R. Acquisition Incorporated và được tháo dỡ bởi hãng Wilmington Resources tại Wilmington, North Carolina vào năm 1996.